# لئو چمبرز
لئو چمبرز (انگلیسی: Leo Chambers؛ زادهٔ ۵ اوت ۱۹۹۵) بازیکن فوتبال اهل بریتانیا است.
از باشگاه‌هایی که در آن بازی کرده‌است می‌توان به باشگاه فوتبال کولچستر یونایتد و باشگاه فوتبال وستهام یونایتد اشاره کرد.
وی همچنین در تیم‌های ملی فوتبال England national under-16 football team، زیر ۱۷ سال انگلستان، زیر ۱۸ سال انگلستان، و زیر ۱۹ سال انگلستان بازی کرده‌است.